# Danielle Panabaker
Danielle Nicole Panabaker, född 19 september 1987 i Augusta i Georgia, är en amerikansk skådespelerska. Hon har bland annat spelat Julia Stark i TV-serien Shark, Jane Brooks i filmen Mr. Brooks och Caitlin Snow i serien The Flash. Danielle har en yngre syster, Kay Panabaker, som även hon är en skådespelerska.

## Filmografi

### Filmer
| År   | Titel                       | Roll            | Notering  |
| ---- | --------------------------- | --------------- | --------- |
| 2003 | No Place Like Home          |                 | miniserie |
| 2003 | Sex and the Single Mom      | Sara Gradwell   |           |
| 2004 | Stuck in the Suburbs        | Brittany Aarons | Huvudroll |
| 2004 | Searching for David's Heart | Darcy Deeton    | Huvudroll |
| 2005 | Mom at Sixteen              | Jacey Jeffries  | Huvudroll |
| 2005 | Empire Falls                | Tick Roby       | miniserie |
| 2005 | Sky High                    | Layla Williams  |           |
| 2005 | Rule Number One             | Grace Jones     |           |
| 2005 | Yours, Mine and Ours        | Phoebe North    |           |
| 2006 | Read It and Weep            | "Is"            |           |
| 2007 | Mr. Brooks                  | Jane Brooks     |           |
| 2008 | Home of the Giants          | Bridge          |           |
| 2009 | Friday the 13th             | Jenna           |           |
| 2014 | Time Lapse                  | Callie          |           |

### Tv
| 2002      | Family Affair                     | Parker LeeAnn Aldays | Gästroll |            |       |
| 2003      | The Bernie Mac Show               | Chelsea              | Gästroll |            |       |
| 2003      | Malcolm in the Middle             | Kathy McCulskey      | Gästroll |            |       |
| 2003      | The Guardian                      | Samantha Gray        | Gästroll |            |       |
| 2004      | The Division                      | Melissa Ringston     | Gästroll |            |       |
| 2005      | Law & Order: Special Victims Unit | Carrie Lynn Eldridge | Gästroll |            |       |
| 2005      | Summerland                        | Faith                |          |            |       |
| 2006–2008 | Shark                             | Julie Stark          | 2012     | Piranha DD | Maddy |
| 2014-     | The Flash                         | Caitlin Snow         |          |            |       |